# Salix acutifolia
Salix acutifolia
Espèce
Classification APG III (2009)
Salix acutifolia, aussi connu sous le nom de  Saule violet sibérien, saule violet à longues feuilles ou saule à feuilles étroites, est une espèce de plantes à fleurs de la famille des Salicaceae. C'est un saule natif de Russie et de l'est de l'Asie. 

## Synonymie
- Salix daphnoides subsp. acutifolia (Willd.)[1]

## Description

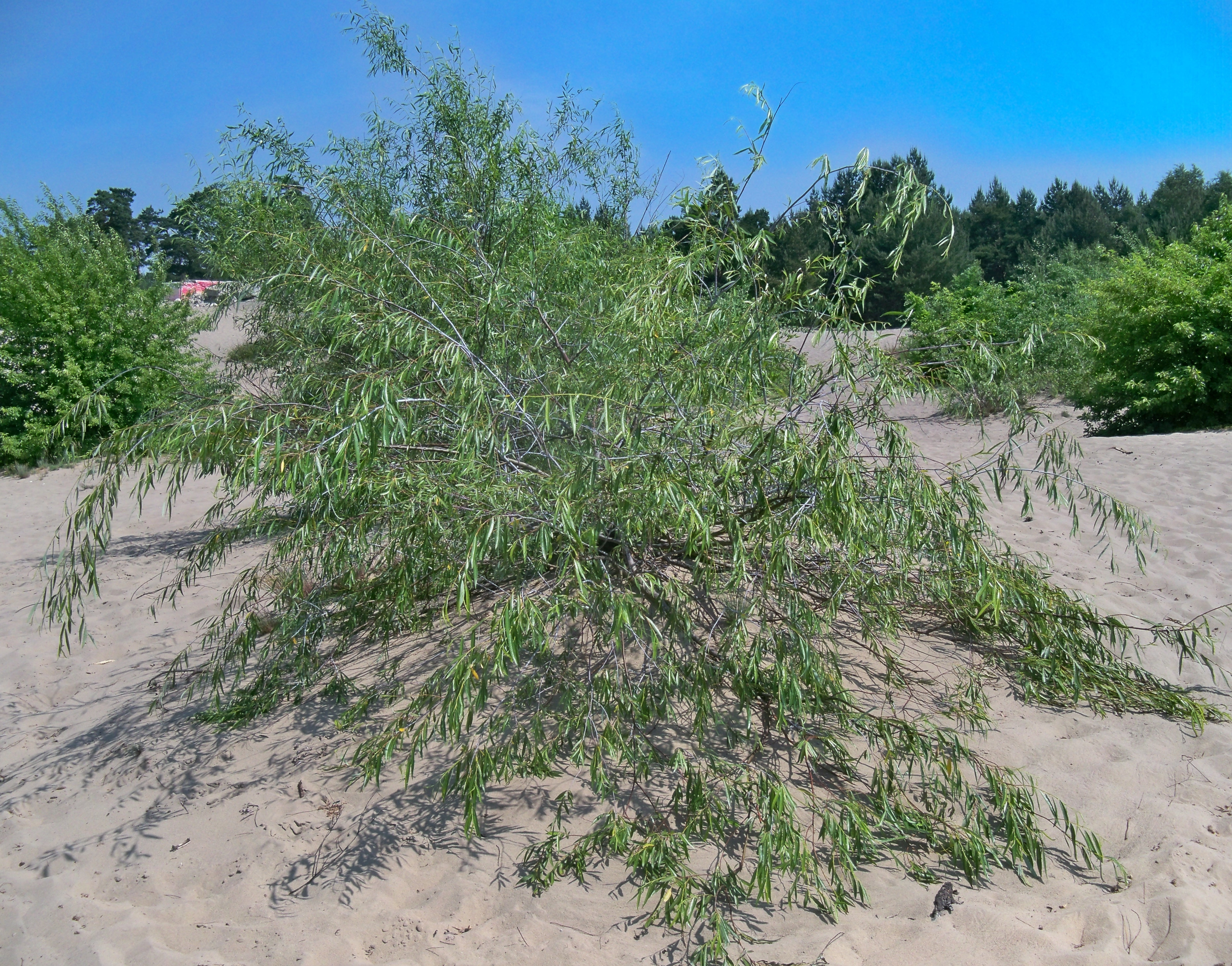
Habitat.
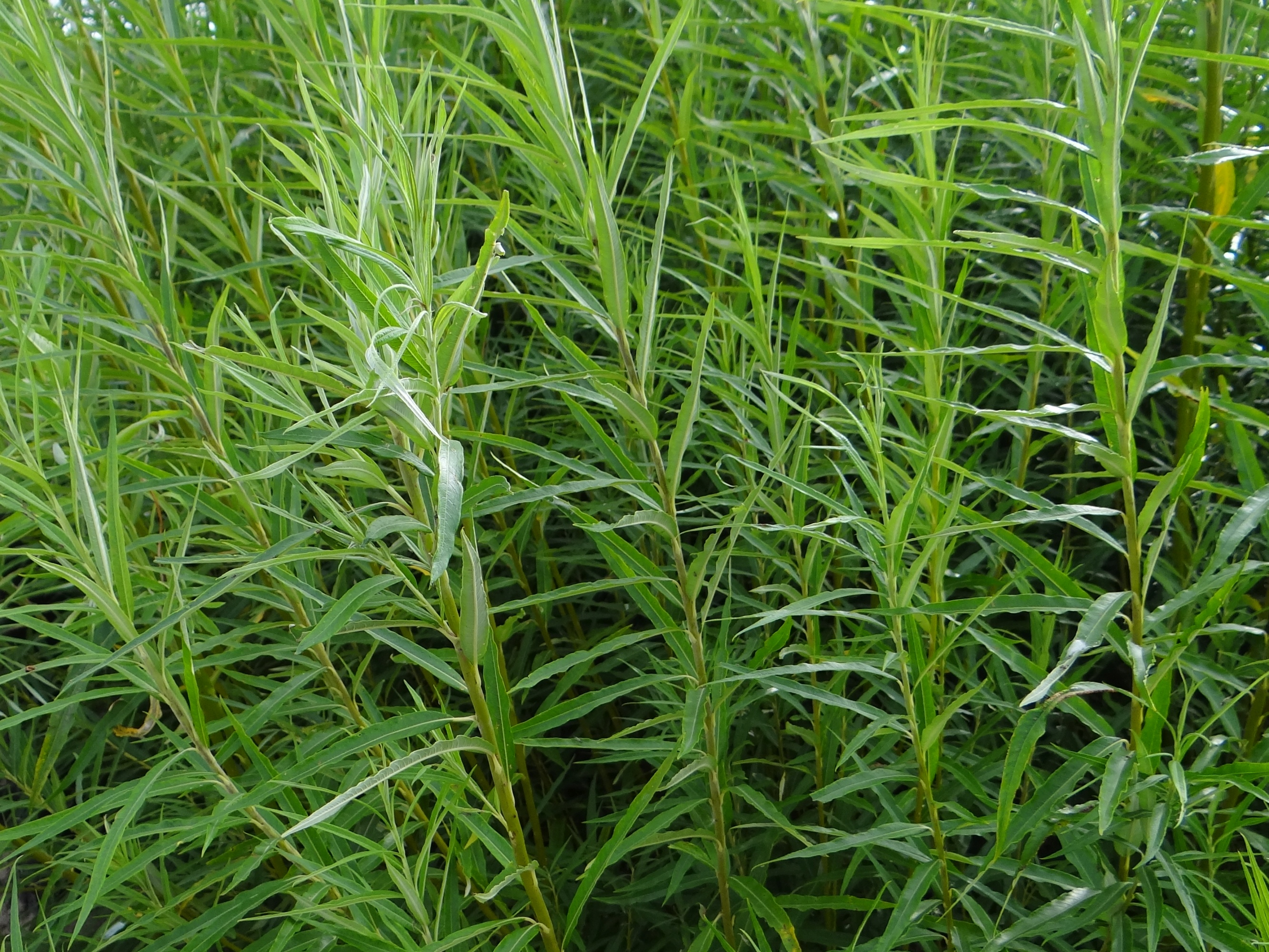
Feuillage très lancéolé.

C'est un buisson à feuilles caduques, montant jusqu'à 10 mètres de hauteur et allant jusqu'à 12 m de largeur. 
Les jeunes plants sont d'un violet profond avec des fleurs blanches. Les feuilles allant jusqu'à 10 cm de long sont étroites. Les chatons apparaissent au début du printemps, avant les feuilles. L'écorce, quand elle est vieille, présente un délicat réseau de nervures.
Comme tous les saules, l'espèce est dioïque. Les chatons mâles font 5 cm de long et sont argentés, avec des étamines aux anthères dorées, tandis que les chatons femelles sont verts et mesurent 3 cm de long. L'adjectif botanique acutifolia signifie « feuille pointue ».
Le clone mâle 'Blue Streak' a obtenu l'Award of Garden Merit de la Royal Horticultural Society.